# 理查德·埃金顿
理查德·埃金顿（英語：Richard Egington，1979年2月26日—），英国男子赛艇运动员。他曾代表英国参加2008年和2012年夏季奥林匹克运动会赛艇比赛，获得一枚银牌和一枚铜牌。